# Deutsche Apotheker-Biographie
Die Deutsche Apotheker-Biographie ist ein mehrbändiges Werk mit den Biographien deutscher Apotheker. Es wurde von 1975 bis 1978 von Wolfgang-Hagen Hein und Holm-Dietmar Schwarz in zwei Bänden herausgegeben. 1986 und 1997 erschienen zwei Ergänzungsbände in der Bearbeitung von Karl Heinz Bartels. Alle Bände erschienen in der Wissenschaftlichen Verlagsgesellschaft in Stuttgart. Die vier Bände gehören zugleich zur Neuen Folge der Reihe Veröffentlichungen der Internationalen Gesellschaft für Geschichte der Pharmazie. Als eine Ergänzung dazu begreift sich das 2016 erschienene Handbuch Deutsche Einflüsse auf die Entwicklung der Pharmazie im Russischen Kaiserreich von Elena Roussanova.

## Bände
- Wolfgang-Hagen Hein, Holm-Dietmar Schwarz (Hrsg.): Band 1: A–L. (= Veröffentlichungen der Internationalen Gesellschaft für Geschichte der Pharmazie. Neue Folge, Band 43). Wissenschaftliche Verlags-Gesellschaft, Stuttgart 1975, ISBN 3-8047-0518-9.
- Wolfgang-Hagen Hein, Holm-Dietmar Schwarz (Hrsg.): Band 2: M–Z. (= Veröffentlichungen der Internationalen Gesellschaft für Geschichte der Pharmazie. Neue Folge, Band 46). Wissenschaftliche Verlags-Gesellschaft, Stuttgart 1978, ISBN 3-8047-0530-4.
- Ergänzungs-Band 1. (= Veröffentlichungen der Internationalen Gesellschaft für Geschichte der Pharmazie. Neue Folge, Band 55). Wissenschaftliche Verlags-Gesellschaft, Stuttgart 1986, ISBN 3-8047-0882-X.
- Ergänzungs-Band 2. (= Veröffentlichungen der Internationalen Gesellschaft für Geschichte der Pharmazie. Neue Folge, Band 60). Wissenschaftliche Verlags-Gesellschaft, Stuttgart 1997, ISBN 3-8047-1565-6.